# تنیس در المپیک تابستانی ۱۹۱۲
تنیس در بازی‌های المپیک تابستانی ۱۹۱۲ نام رویداد ورزش تنیس در بازی‌های المپیک تابستانی بود که در سال ۱۹۱۲ برگزار شد.

## کشورهای شرکت کننده
- استرالزی (۱) (مردان:۱ زنان:۰)
- اتریش (۳) (مردان:۳ زنان:۰)
- بوهم (۸) (مردان:۸ زنان:۰)
- دانمارک (۱۰) (مردان:۹ زنان:۱)
- فرانسه (۶) (مردان:۵ زنان:۱)
- آلمان (۷) (مردان:۶ زنان:۱)
- بریتانیای کبیر (۱۱) (مردان:۸ زنان:۳)
- مجارستان (۶) (مردان:۶ زنان:۰)
- هلند (۱) (مردان:۱ زنان:۰)
- نروژ (۷) (مردان:۶ زنان:۱)
- روسیه (۲) (مردان:۲ زنان:۰)
- آفریقای جنوبی (۳) (مردان:۳ زنان:۰)
- سوئد (۱۶) (مردان:۱۰ زنان:۶)
- ایالات متحده آمریکا (۱) (مردان:۱ زنان:۰)

## جدول مدال‌ها
| رتبه  | کشور                 | طلا | نقره | برنز | مجموع |
| ۱     | فرانسه (FRA)         | ۳   | ۰    | ۲    | ۵     |
| ۲     | بریتانیای کبیر (GBR) | ۲   | ۲    | ۲    | ۶     |
| ۳     | آفریقای جنوبی (RSA)  | ۲   | ۱    | ۰    | ۳     |
| ۴     | آلمان (GER)          | ۱   | ۱    | ۱    | ۳     |
| ۵     | سوئد (SWE)           | ۰   | ۲    | ۱    | ۳     |
| ۶     | اتریش (AUT)          | ۰   | ۱    | ۰    | ۱     |
| ۶     | دانمارک (DEN)        | ۰   | ۱    | ۰    | ۱     |
| ۸     | استرالزی (ANZ)       | ۰   | ۰    | ۱    | ۱     |
| ۸     | نروژ (NOR)           | ۰   | ۰    | ۱    | ۱     |
| مجموع | مجموع                | ۸   | ۸    | ۸    | ۲۴    |